# The Lick

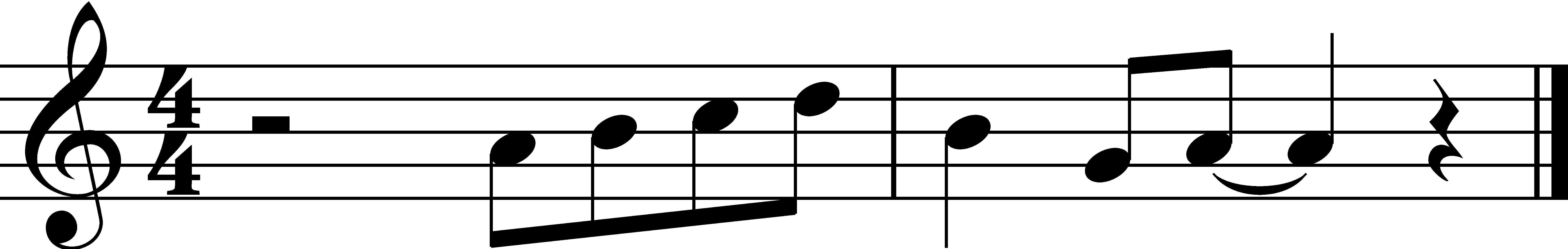
The Lick en La menor (funciona en mode dòric o eòlic)

Al jazz, The Lick és una falca musical (frase musical en estoc) considerada com "el tòpic de jazz més famós de tots els temps". El Lick és emprat normalment com a efecte còmic durant les improvitzacions musicals, ja que s'ha convertit en un tòpic recurrent que els músics solen tocar com una broma interna, de manera que són poc freqüents els seus usos en àmbits no irònics. La seva popularitat és deguda a la seva facilitat per adaptar-se a totes les escales i modes, i és present en nombroses composicions musicals famoses, fins i tot fora del món del jazz.

L'ús còmic per part dels músics ha fet que la frase musical The Lick hagi esdevingut també un mem d'internet, i hagi tingut presència en anuncis i en música de programes de televisió. El Lick se sol tocar amb una progressió d'acords de II-V-I (clau menor).

## Estructura musical
El Lick consta de set notes. Els sis intervals que componen la frase musical són: 1-2 (segona major ascendent), 2-b3 (segona menor ascendent), b3-4 (segona major ascendent), 4-2 (tercera menor descendent), 2-b7 (tercera major descendent) i b7-1 (segona major ascendent). Respecte la tònica, aquests són 1 (tònica) - 2 (segona major) - b3 (tercera menor) - 4 (quarta justa) - 2 (segona major) - b7 (setena disminuïda) - 1 (tònica). Al jazz, es toca amb interpretació estil swing, a vegades incloent un glissando abans de la cinquena nota.

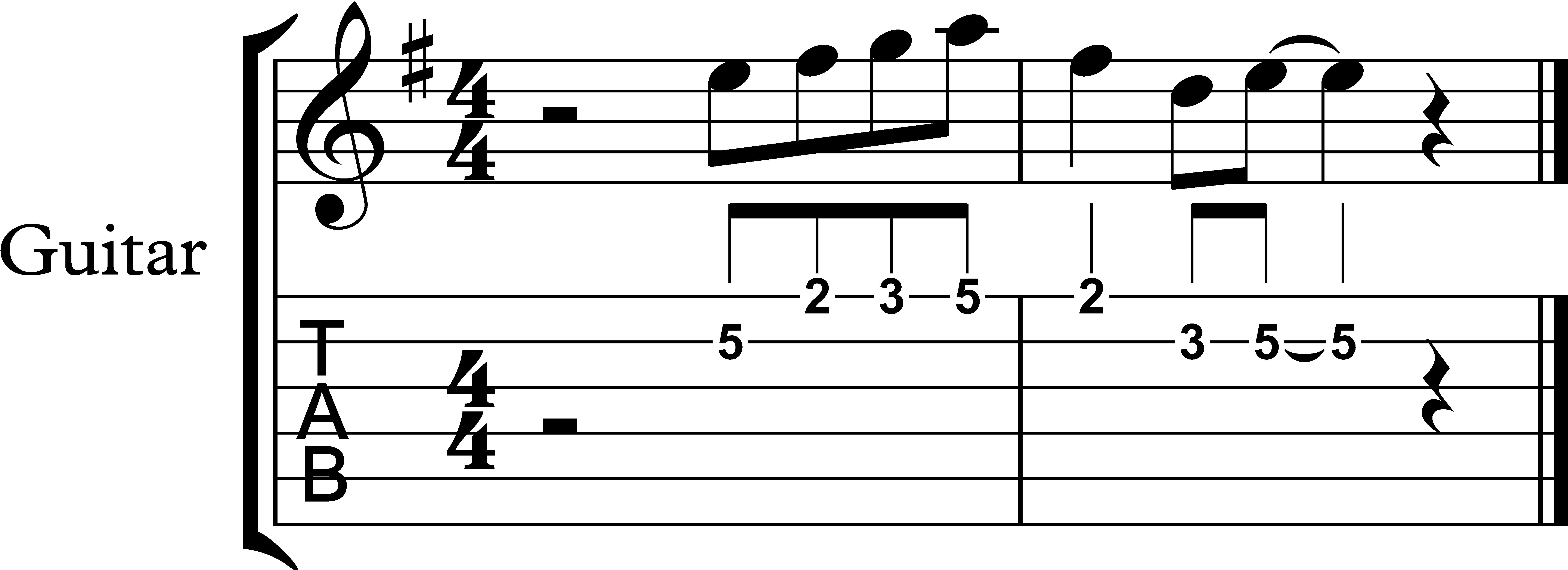
The Lick en Mi menor tocat en guitarra elèctrica amb swing.

## Exemples d'enregistraments populars on apareixThe Lick

### Frases al Jazz
- Chet Baker – Let's Get Lost
- Dave Brubeck – 40 Days
- Chick Corea – Spain; Samba Song
- Tommy Flanagan – Groovin' High
- Pink Floyd – Terminal Frost
- Lady Gaga – Babylon
- Joshua Redman – Last Rites of Rock'n Roll
- Santana – Oye Como Va

### Frases similars
- Igor Stravinsky – L'ocell de foc
- Player – Baby Come Back
- Christina Aguilera – Get Mine, Get Yours
- Thundercat – Funny Thing
- Bill Wurtz - Here Comes The Sun
- Pino Donaggio - Tema del film Impacte